# Abantiades
Als Abantiades (altgriechisch Ἀβαντιάδης Abantiádēs) werden in der griechischen Mythologie die Nachkommen des Abas, des Sohnes des Lynkeus und Königs von Argos, oder des Abas, des Sohns des Sehers Melampus, bezeichnet.
Die Bezeichnung findet sich bei Ovid als Beiname für den Sohn des argivischen Abas Akrisios und bei Apollonios von Rhodos für Kanethos. Kanthos, der Enkel des Abas, wird in der orphischen Argonautika als Abantiades bezeichnet und sein Urenkel Perseus wiederum bei Ovid.
Als Bezeichnung für Nachkommen des Sehers Abas findet sich Abantiades bei Apollonios von Rhodos als Beiname des Sehers Idmon.